# Gabriel Batistuta
Gabriel Omar Batistuta (Reconquista, 1 februari 1969) is een Argentijns voormalig voetballer. Hij speelde meer dan vierhonderd (413) competitieduels, waarin hij 246 keer doel trof. Op 36-jarige leeftijd beëindigde hij zijn profcarrière. Zijn bijnamen luiden Batigol en Il Gordo.
Batistuta was van 1991 tot en met 2002 international in het Argentijns voetbalelftal en scoorde 56 keer voor de nationale ploeg. Daarmee was hij topscorer aller tijden van de Argentijnse nationale ploeg tot Lionel Messi hem op 16 november 2016 voorbijging.

## Clubcarrière
Batistuta speelde in zijn geboorteland voor Newell’s Old Boys (1988/89), River Plate (1989/90) én aartsrivaal Boca Juniors (1990/1991). Vervolgens vertrok de spits naar het Italiaanse Fiorentina, dat 4,6 miljoen gulden betaalde voor de aanvaller. Hij maakte zijn debuut in de Serie A op 1 september 1991 in de wedstrijd tegen Juventus (1-0). Batistuta verbleef negen seizoenen in Florence om in de zomer van 2000 te vertrekken naar AS Roma. Door deze overgang hoopte hij te bereiken wat bij Fiorentina niet was gelukt: het veroveren van de Italiaanse titel.
Het bleek een juiste keuze, want met Batistuta pakte Roma (voor het eerst in achttien jaar) de Scudetto. De Argentijn was in die competitie goed voor twintig goals en had zo een belangrijke bijdrage aan de titel. Na het kampioensjaar ging het echter bergaf met Batistuta. Na een half seizoen op huurbasis bij Internazionale in 2003, belandde hij in Qatar bij Al-Arabi, waar hij 25 keer scoorde in één seizoen.
Tijdens het seizoen 2004/05 zette de Argentijnse spits in december een punt achter zijn carrière.

## Interlandcarrière
Batistuta speelde 78 interlands voor de Argentijnse nationale ploeg en was met 56 doelpunten tot november 2016 topscorer aller tijden van zijn land. Daarna haalde Lionel Messi hem in. Argentinië zelf houdt 54 doelpunten in 77 interlands aan in de officiële statistieken. Zij rekenen een 6-0 overwinning (met twee goals van Batistuta) tijdens een oefenwedstrijd tegen Slowakije uit 1995 niet mee, omdat de Slowaken niet met de officiële A-selectie speelden. De FIFA houdt 56 aan. Batistuta kwam in actie tijdens de WK’s van 1994, 1998 en 2002. Tevens was hij er bij toen Argentinië in 1991 en 1993 de Copa América won. Onder leiding van bondscoach Alfio Basile maakte hij op 27 juni 1991 zijn debuut voor de nationale ploeg, toen Argentinië met 1-1 gelijkspeelde in een vriendschappelijke wedstrijd tegen buurland en aartsrivaal Brazilië. Het was de laatste wedstrijd van de Argentijnen voor de start van de strijd om de Copa América 1991 in Chili, waar hij met zes goals uitgroeide tot topscorer van het toernooi.

## Nevencarrière
In de zomer van 2006 verhuisde hij met zijn vrouw en vier kinderen naar Perth in Australië om in 2008 terug te keren naar Argentinië. Daar woont hij nu in zijn geboorteplaats Reconquista. Batistuta heeft zijn trainersdiploma's meteen gehaald maar heeft daar in de eerste jaren na zijn voetbalcarrière niets mee gedaan. Ondertussen heeft Batistuta niet stilgezeten: hij heeft het geschopt tot professioneel polospeler in zijn land Argentinië. Ook golft hij graag in zijn vrije tijd en runt hij een groot bouwbedrijf.
Op 7 november 2010 werd bekend dat Batistuta de assistent werd van de nieuwe Argentijnse bondscoach Sergio Batista.

## Trivia
- Batistuta speelde op 16 december 1998 mee in het FIFA-wereldelftal[2], dat ter gelegenheid van het honderdjarige bestaan van de Federazione Italiana Giuoco Calcio aantrad tegen Italië en in het Olympisch Stadion met 6-2 verloor. Batistuta scoorde voor het gelegenheidsteam, net als de Liberiaanse spits George Weah.
- Batistuta was samen met onder anderen Ronald de Boer, Zinédine Zidane en Claudio Caniggia succesvol ambassadeur voor Qatar om het WK voetbal 2022 naar dat land te halen.
- Van toenmalig bondscoach Daniel Passarella moest Batistuta eind 1994 zijn lange manen laten kortwieken. Voetballers in de nationale ploeg moeten er volgens de oud-verdediger 'verzorgd' uitzien.[3]

## Erelijst
River Plate
- Primera División: 1989/90

 Boca Juniors
- Torneo Clausura: 1991

 Fiorentina
- Serie B: 1993/94
- Coppa Italia: 1995/96
- Supercoppa Italiana: 1996

 Roma
- Serie A: 2000/01
- Supercoppa Italiana: 2001

 Argentinië
- CONMEBOL Copa América: 1991, 1993
- FIFA Confederations Cup: 1992
- Artemio Franchi Cup: 1993